# Ellesse

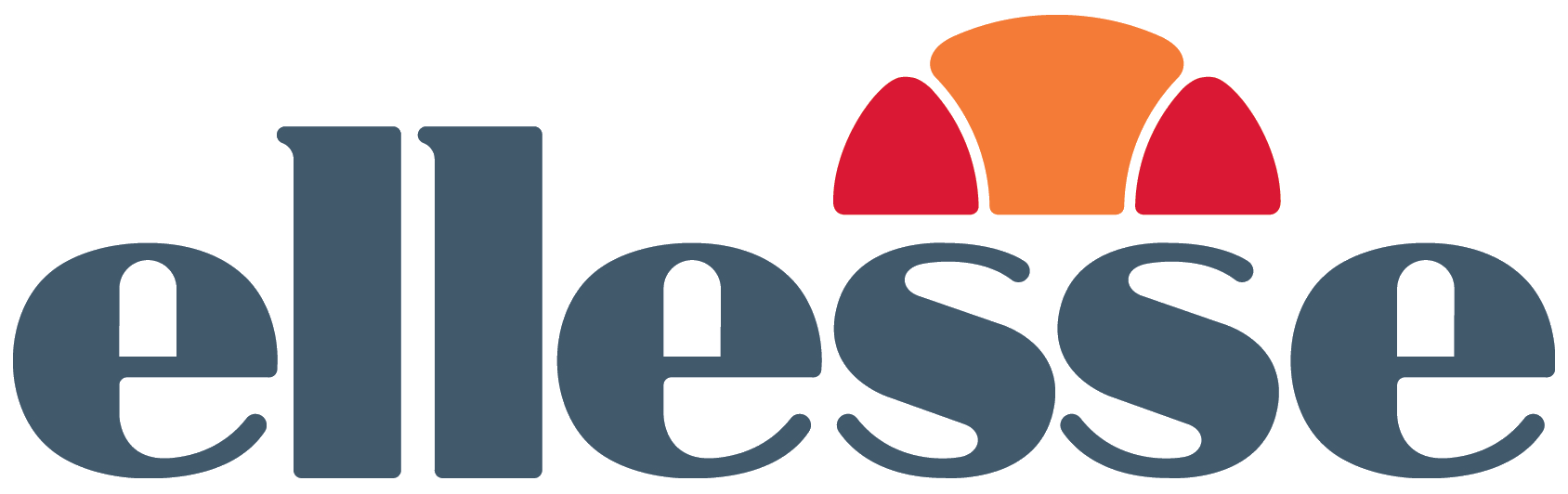
Logo

Ellesse ist ein Unternehmen für Sportbekleidung, das 1959 von Leonardo „Mantis“ Servadio (1925–2012) in Perugia gegründet wurde. Der Name leitet sich von seinen Initialen „L. S.“ ab, die im Italienischen "elle" und "esse" ausgesprochen werden. 
An der Firma Ellesse ist seit 1994 die britische Pentland Group beteiligt; der Firmensitz befindet sich seitdem in London.

## Produkte und Sponsoring

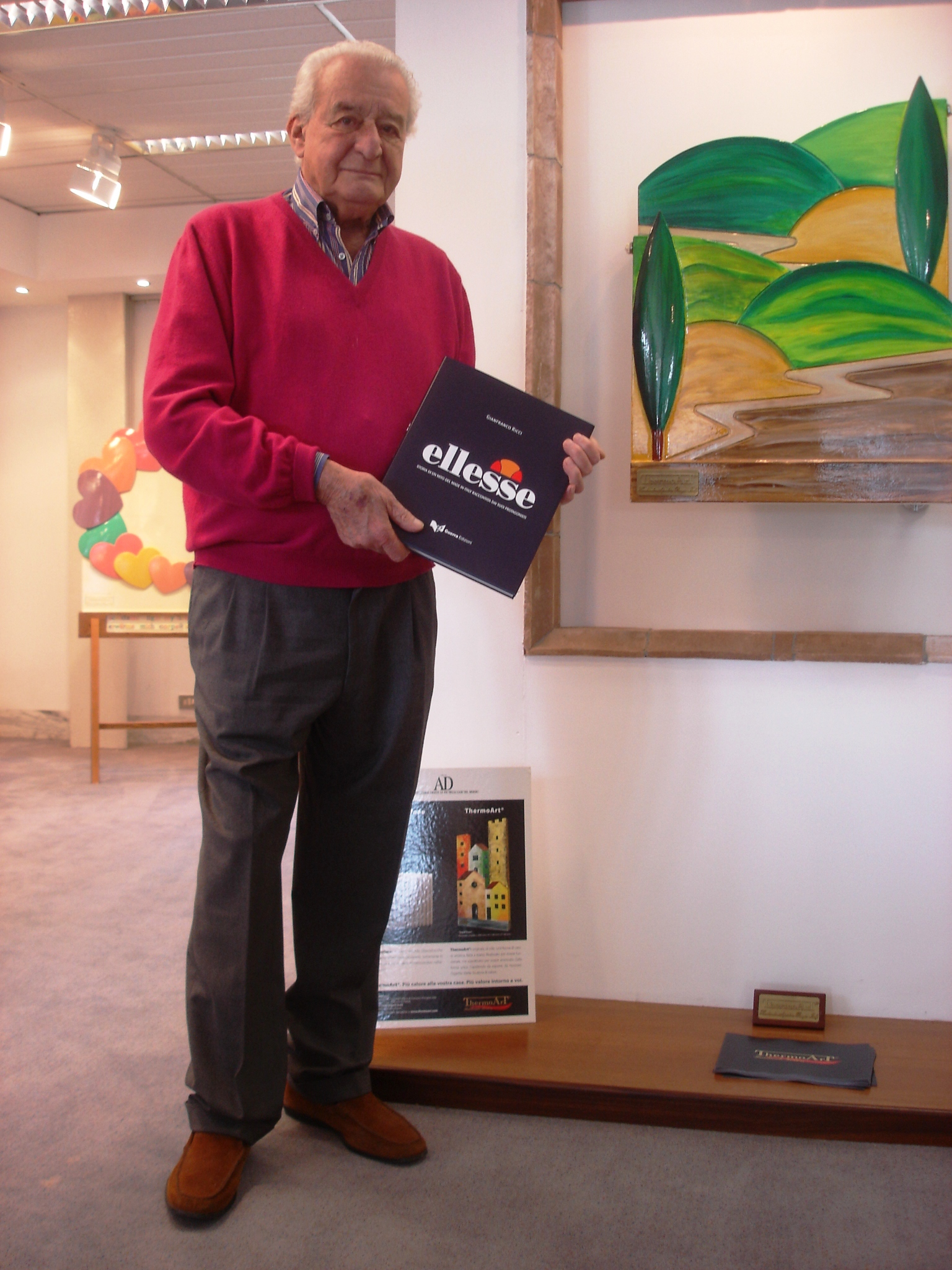
Leonardo „Mantis“ Servadio (2010)

Ellesse begann in den 1970er-Jahren mit der Herstellung von Skibekleidung: 1979 wurden die Skihosen „Ellesse Jet Pant“ im Centre Pompidou in Paris vorgestellt.
In Perugia, der Stadt des damaligen Firmensitzes, fand zwischen 1980 und 1986 der Ellesse Grand Prix statt, ein Tennisturnier, dessen Veranstalter und alleiniger Sponsor die Firma Ellesse war.
Ellesse führte auch Sponsoring im Fußball durch und stellte in diesem Kontext die Ausrüstung für den von 1970 bis 1985 existierenden Fußballclub New York Cosmos in den Saisons zwischen 1980 und 1982 her. Franz Beckenbauer spielte von 1977 bis 1980 für den Club und trat in seinem letzten Spieljahr im Ellesse-Trikot auf.